# 2001년 3월
| 2001년: 1월 · 2월 · 3월 · 4월 · 5월 · 6월 · 7월 · 8월 · 9월 · 10월 · 11월 · 12월 |

| <           | 2001년 3월 | 2001년 3월 | 2001년 3월 | 2001년 3월 | 2001년 3월 | >          |
| 일          | 월         | 화         | 수         | 목         | 금         | 토         |
|             |            |            |            | 1 2.7 계해 | 2 8 갑자   | 3 9 을축   |
| 4 10 병인   | 5 11 정묘  | 6 12 무진  | 7 13 기사  | 8 14 경오  | 9 15 신미  | 10 16 임신 |
| 11 17 계유  | 12 18 갑술 | 13 19 을해 | 14 20 병자 | 15 21 정축 | 16 22 무인 | 17 23 기묘 |
| 18 24 경진  | 19 25 신사 | 20 26 임오 | 21 27 계미 | 22 28 갑신 | 23 29 을유 | 24 30 병술 |
| 25 3.1 정해 | 26 2 무자  | 27 3 기축  | 28 4 경인  | 29 5 신묘  | 30 6 임진  | 31 7 계사  |

| 편집하기 |

## 2001년3월 29일
- 인천국제공항이 개항하다.

## 2001년3월 23일
- 최초의 우주 정거장 미르가 남태평양 바다에 떨어지다.